# Brgudac
Brgudac is een plaats in de gemeente Lanišće in de Kroatische provincie Istrië. De plaats telt 12 inwoners (2001).